# 228e régiment de fusiliers motorisés de la Garde
Cet article concerne le régiment créé en 2016. Pour le régiment existant jusqu'en 2009, voir 228e régiment de fusiliers motorisés (Union soviétique).
Pour les articles homonymes, voir 228e régiment.
Le 228e régiment de fusiliers motorisés de la Garde (russe : 228-й гвардейский мотострелковый полк) est une unité d'infanterie mécanisée de l'Armée de terre russe. Créé en 2016 à partir de la 32e brigade de fusiliers motorisés, héritière de la 85e division de fusiliers de la Grande Guerre patriotique, le régiment fait partie de la 90e division de chars de la Garde et participe à l'invasion de l'Ukraine à partir de 2022.

## Historique
Le régiment est créé le 1er décembre 2016 au sein de la 90e division de chars de la Garde avec un déploiement permanent à Iekaterinbourg. Pour perpétuer l'héritage du 30e corps de chars des volontaires de l'Oural (en), le bataillon de chars du 228e est désigné sous le nom de bataillon de chars de l'Oural (Уральский танковый батальон, Ouralski tankovyï batalion).
En 2022, il participe à l'invasion de l'Ukraine. Le 14 février 2023, le régiment a reçu la distinction honorifique d'unité de la Garde russe par décret du président de la fédération de Russie « pour l'héroïsme de masse et le courage, la force d'âme et le courage manifestés dans les opérations militaires visant à défendre la patrie et les intérêts de l'État dans les conflits armés ».
Le 27 juillet 2024, une attaque a été menée par missiles balistiques ATACMS sur un terrain d'entraînement militaire arrière où se trouvaient des militaires de ce régiment  (unité militaire 22316, Ekaterinbourg) à 110 km de la ligne de front.
Les militaires étaient en train de se former avant d'être envoyés pour renforcer les positions avancées du 228e dans la zone du village d'Otcheretyne.
Le bilan est a la date du 27 juillet à 20h00 de 19 tués et 71 blessés..